# Левая Дворцовая аллея
Ле́вая Дворцо́вая алле́я (название с 1925 года) — аллея в Северном административном округе города Москвы на территории района Аэропорт.

## История
Аллея получила своё название в 1925 году по расположению слева от Петровского путевого дворца, построенного в 1775—1783 годах архитектором М. Ф. Казаковым.

## Расположение
Левая Дворцовая аллея проходит по территории Петровского парка от Ленинградского проспекта на северо-восток до площади Космонавта Комарова, на которой организован круговой перекрёсток с Дворцовой, Правой Дворцовой, Летней, Липовой и Нарышкинской аллеями и Красноармейской улицей. Левая Дворцовая аллея огибает Петровский путевой дворец с северо-запада (слева, если смотреть со стороны Ленинградского проспекта). У начала аллеи установлен памятник К. Э. Циолковскому. По Левой Дворцовой аллее не числится домовладений.

## Транспорт

### Наземный транспорт
По Левой Дворцовой аллее не проходят маршруты наземного общественного транспорта. У юго-западного конца аллеи, на Ленинградском проспекте, расположены остановки «Путевой дворец» автобусов м1, н1, н12, т65, т70, т86, 105, 318, 356; у северо-восточного, на Красноармейской улице, — остановка «Красноармейская улица» автобуса 110.

### Метро
- Станции метро «Динамо» Замоскворецкой линии и «Петровский парк» Большой кольцевой линии — юго-восточнее аллеи, на Ленинградском проспекте у примыкания к нему Театральной аллеи